# Tízezer nap
A Tízezer nap 1967-ben bemutatott fekete-fehér magyar játékfilm, Kósa Ferenc diplomafilmje.
A film az ötlettől az elkészült első változatig nagyjából öt év alatt jutott el, majd két évre betiltották, mivel az 1956-os eseményeket forradalomnak nevezték a filmben, illetve a történet tragikus befejezése miatt. Végül utóforgatások után egy időben mutatták be Magyarországon és az 1967-es cannes-i filmfesztiválon a filmet, melyen a legjobb rendezőnek járó díjjal jutalmazták Kósa Ferencet.
A filmet, amely a magyar parasztság sorsának nagyjából 10 000 napját ábrázolja a Széles család történetén keresztül, a Magyar Filmművészek Szövetsége 1968-ban beválasztotta a Budapesti tizenkettőbe, illetve 2012-ben bekerült a Magyar Művészeti Akadémia tagjai által kiválasztott legjobb 53 magyar alkotás közé is.

## Történet
|  | Alább a cselekmény részletei következnek! |

A hatvanas évekbeli kollektivizálás idején hidroglóbusz érkezik abba a faluba, ahol Széles Istvánék (Molnár Tibor) élnek. Fiuk épp külföldre készül, a tengerhez. Utazása előtt apja elmondja neki, hogy nemrég megpróbált öngyilkos lenni.
A történet itt körülbelül tízezer napot ugrik vissza az időben, az 1930-as évekbe, és innen kisebb-nagyobb időugrásokkal meséli el Széles István, Juli (Bürös Gyöngyi) és Bánó Fülöp (Koltai János) történetét. István, az idősödő parasztgazda feleségül veszi a Balogh gazdánál cselédként dolgozó Julit, majd közös gyerekük keresztapjául Bánó Fülöpöt választják. Egyik szilveszterkor István Balogh gazda disznóólának tetejével fűt be, és Istvánnak térdre ereszkedve kell bocsánatot kérnie a disznótól, melynek megfagytak a kicsinyei. Az ittas Fülöp István szolgalelkűsége miatt bicskával esik neki barátjának, és a verekedésbe felesége is belekerül. Ezután a házaspár megfogadja, hogy sosem ütik meg újra egymást. Később Fülöp bocsánatot kér Istvántól, de a kubikos sztrájk alatt újra szembekerülnek egymással. István Csere Mihályékkal meg akarja törni a sztrájkot, mert éheznek, és félpénzért vállalnának munkát. A téglagyárban a munkások, köztük Fülöppel, megverik és a talicskához kötözik az „árulókat”. Később István ismét megüti a feleségét, amikor lovat próbál venni vándor árusoktól, de Juli nem tudja eladni az ökrüket. A háború előtt Széles mama sóval szórja be a földet – amelyet a Széles házaspár saját erején szánt be –, hogy a háború elkerülje az ő házukat. A toborzáson a laktanyán István azt hazudja, hogy nyolc gyereke van, így nem viszik el katonának, szemben Fülöppel, akinek négy gyereke volt.
A háború után Fülöp agitátorként tér vissza a faluba, és megkezdődik a földosztás. A parasztok a közös tulajdon eszméjét sajátosan értelmezve rögtön kifosztják a magtárat, és Fülöp alig tudja megállítani őket. A Rákosi-korszak vidámabb oldalába egy majális keretében nyerünk betekintést, majd erre kontrasztként következik az a jelenet, melyben kényszerrel elszállítják az Istvánék által bearatott termés jelentős részét. Fülöp megpróbálja megértetni Istvánnal, miért fontos az, hogy beadják a közösbe a terményeiket, de este István és Mihály visszalopják a saját részüket. A két férfi a rendőrségre kerül, és Mihály majdnem megfojtja a rendőrt (sógorát), akinek az utolsó pillanatban sikerül lelőnie a nagydarab férfit. Mivel István nem tett semmit a verekedés ellen, bűnrészesség miatt munkatáborba deportálják 852 napra 1951–52 környékén. Egy rabnak, Bócza Józsefnek köszönhetően tudja meglátogatni Istvánt Juli, aki beszámol mindenről férjének, ami az elmúlt években történt, köztük arról is, hogy Fülöp segített fiuknak bekerülni az egyetemre.
1956-ban a forradalmárok a tóba állítják Bánó Fülöpöt, a rendőrt, és még két kommunistát, hogy kivégezzék őket. A forradalmárok vezetője Istvántól kér tanácsot, hogy hogyan alázzák meg a kommunistákat. István erre azt feleli, hogy ők tisztelik egymást. „Azt mondta, ez a forradalom a miénk. Annak van igaza, akinél a fegyver van. […] Idegenek ebbe a faluba még sose jöttek kapálni. Intézkedni meg mindig eljönnek.” – mondja. Erre a forradalmár átadja a gépfegyvert Istvánnak, de a férfi nem lövi le egyiküket sem. Erre a forradalmárok a templomba viszik a négy férfit, figyelmeztetve a falusiakat, hogy aki védeni meri őket, azt lelövik. A vezető a falhoz térdepelteti a kommunistákat, de Fülöp nem térdepel le, és nem fordít neki hátat. Végül Fülöpön kívül mindenkit kivégez a férfi, és távozik a forradalmárokkal a faluból. István azt hazudva, hogy Juli haldoklik, levélben hazahívja fiát, aki otthon szégyenében megfogadja, hogy nem tér vissza az egyetemre tanulni.
Nyáron a krumpliszedésnél a tűző napon rosszul lesz Juli, és Pista majdnem kapával esik neki apjának. Fülöppel beszél érzelmeiről, aki elmondja, hogy már 15 éve szövetkezetet akar, mert „mindenkit meghülyít ez a koszos föld”. Pista sürgeti, hogy valósítsa meg, tegyen valamit. Végül apjával is beszél, aki megfenyegeti, hogy megfojtja, ha nem megy vissza az egyetemre. István Fülöp hatására megpróbálja rábeszélni a többi gazdát a téeszesítésre, akik nem akarják átadni földjüket, így ő is visszakozik. István meglátogatja Pesten fiát, aki szintén a téeszesítés mellett áll. Fülöp végül azzal győzi meg Istvánt, hogy gyávának nevezi, illetve azzal az érvvel, hogy a téeszesítéssel olyan világ jönne el, „ahol nem a dolgok fontosak, hanem az ember”. István aláírja a téeszesítéshez szükséges papírt, majd felakasztja magát.
István életben marad, és a film visszatér a jelenbe, a hidroglóbusz megérkezéséhez. Végül a tengerhez kijutott Pista narrációjával zárul a film, amelyben arról beszél, hogy számára nem úgy fontos a föld, mint felmenőinek, mert ő minden földet magáénak érez.
|  | Itt a vége a cselekmény részletezésének! |

## Szereplők
- Széles István – Molnár Tibor
- Juli – Bürös Gyöngyi
- Bánó Fülöp – Koltai János (hang: Mádi Szabó Gábor)
- Ifj. Széles István – Kozák András
- Bócza József – Görbe János
- Balogh – Rajz János
- Sándor bácsi – Siménfalvy Sándor
- Csere Mihály – Nyers László
- Mihály felesége – Nagy Anna
- Rendőr – Haumann Péter
- A rendőr felesége – Káldi Nóra
- Széles mama – Siménfalvy Ida

További szereplők: Győri Ilona

## Így készült a film
„A Tízezer nap előtörténete ott kezdődik, amikor […] felvetődik az ötlet, hogy a hatvanas évek fiatal nemzedéke vagy annak egyik tagja készítsen el egy játékfilmet a termelőszövetkezetek megszervezéséről és a magyar mezőgazdaság szocialista átszervezéséről.” A film „kiindulópontját jelentő ötlet több forrás szerint egyenesen Kádár Jánostól származott.” Kádárnak egy idős parasztember mesélte, hogy az ötvenes évekbeli téeszesítés során fel akarta magát akasztani, de a fejlődéseket látva boldog, hogy nem tette. A Balázs Béla Stúdió fiataljainak a hatvanas évek elején vetette fel a film ötletét Aczél György. Az a gesztus, hogy ezt a korszak politikájában fontos témát a fiataloknak ajánlotta fel Aczél, a korszak filmpolitikai játszmáinak része volt. „Aczél új emberekre akart építeni, ezért is kereste a fiatalokat.” Arra számított, hogy ha lehetőséget ad a fiataloknak, hogy a kor téeszesítéséről szóló reprezentatívnak szánt film elkészítésében közreműködjenek. a fiatal alkotók rendszerhűségükkel hálálják majd meg nagylelkűségét.
A témafelvetés után a fiatal alkotók egy csoportja Bartók és Kodály népdalgyűjtő módszeréhez hasonlított anyaggyűjtésre indult, hogy felderítsék a falusiak téeszesítéshez, az elmúlt évtizedek történéseihez való viszonyát, hogy valós történeteket és sorsokat vihessenek filmre. Míg Kósa egy, a Filmvilágnak adott interjújában arra utal, hogy az anyaggyűjtés közös ötlet volt, egy másik interjújában saját ötletként tünteti fel, melyben arról is beszél, hogy a Mihály és a rendőr közötti halálos konfliktus alapja egy valós esemény, amelynek személyesen ismerte szereplőit. Kósa nyilatkozata alapján a forgatókönyv első verzióját Gyöngyössy Imrével közösen írták, melyet a Filmfőigazgatóság nem fogadott el, ezután Csoóri Sándor közreműködésével készült el a több hasonló visszautasítás után elfogadott végső változat.
Az 1965-ben elkészült filmet a cenzorok két ok miatt nem engedték bemutatni: egyrészt 1956-ot forradalomnak nevezik benne, másrészt a történet főhőse sikeresen öngyilkos lesz, miután elveszik a földjét. Ez utóbbi ráadásul a 60-as években történik, azaz a rendszer által elvárt üzenet (miszerint a kádári téeszesítés az 'igazi') sérült, helyette párhuzamba állítódott a két korszak téeszesítése: mindkettő tragédiában végződik. A film alkotói eleinte nem voltak hajlandóak kompromisszumot kötni a cenzorokkal, a szakma pedig szolidáris volt velük. Kósa a film bemutatásáig nem kapott diplomát, és újabb filmet sem készíthetett. A Tízezer nap végleges verziója bizonyos módosítások után 1967-ben egy időben került bemutatásra Magyarországon és a Cannes-i fesztiválon. A bemutatott filmben elhangzik a „forradalom” szó, és szerepel benne az öngyilkosság is, azonban egy keretet kapott, amelyben kiderül, hogy István túlélte az öngyilkossági kísérletet, és boldog, amikor megérkezik a hidroglóbusz. A film végi jelenet is a kádári konszolidáció motívumát erősíti: a Széles fiú már annak a „nemzedéknek a tagja, mely megpróbál számot vetni a múlttal, túllépni a traumákon, és helyet találni a mai világban.”
Mindezen módosítások ellenére sem mondható, hogy a film alaphangja a „kádári konszolidáció és a szocialista mezőgazdaság igenlése” lenne. A film 2 éves betiltása többek között annak is köszönhető, hogy 1965-ben készült el a hasonló témát körüljáró – de egy téeszesítés mellett elkötelezett kommunistát középpontba állító – film, a Húsz óra is, és „Kósa filmje és Fábri filmje egymás pandantjai lehettek volna – ha egyidőben mutatják be őket [...] ezért kijátszották őket egymás ellen.” A Húsz óra kanonizációja után már nem volt értelme dobozban tartani a filmet, ráadásul addigra a téeszesítés is lezajlott, így politikailag sem igazán volt tétje.
Az 1967-es premiert az is kikényszerítette, hogy valahogyan a cannes-i fesztiválig jutott a film híre, és „a franciák hivatalos jegyzéket küldtek a magyar állam illetékeseihez, amelyben az állt, ha nem a Tízezer napot küldik a Cannes-i fesztiválra, akkor a továbbiakban nem tartanak igényt a magyar filmek részvételére.” Emiatt nem az eredetileg tervezett Herskó filmet, a Szevasz Verát küldték ki a versenybe, hanem a Tízezer napot.

## Díjak
- Cannes-i Nemzetközi Filmfesztivál (1967)
  - Legjobb rendezés díja (Kósa Ferenc)
- Magyar Játékfilmszemle (1967)
  - A szakmai zsűri rendezői díja (megosztott díj: Kósa Ferenc, Szabó István, Zolnay Pál)
  - A szakmai zsűri operatőri díja (Sára Sándor)
- A „Budapesti tizenkettő” egyik filmje (1968)
- Az 53 magyar film egyike (2012)